# Roman Menczewicz
Roman Menczewicz (ur. 5 czerwca 1957 w Lublinie) – polski polityk, poseł na Sejm PRL IX kadencji.

## Życiorys
W 1975 został absolwentem Zasadniczej Szkoły Zawodowej przy Fabryce Samochodów Ciężarowych w Lublinie, po czym rozpoczął pracę jako ślusarz remontowy w Zakładzie Odlewni Fabryki Samochodów Ciężarowych. W 1977 wstąpił do Polskiej Zjednoczonej Partii Robotniczej. Był wiceprzewodniczącym, a od 1983 przewodniczącym Zarządu Fabrycznego Związku Socjalistycznej Młodzieży Polskiej. Zasiadał w egzekutywie Komitetu Miejskiego PZPR w Lublinie oraz w Komitecie Fabrycznym partii. W latach 1985–1989 pełnił mandat posła na Sejm PRL IX kadencji z okręgu Lublin z listy, zasiadając w Komisji Transportu, Żeglugi i Łączności oraz w Komisji Przemysłu.